# Luca Pacioni
Luca Pacioni (Gatteo, 13 agosto 1993) è un ex ciclista su strada italiano, professionista dal 2016 al 2021.

## Palmarès
- 2014 (Team Colpack)

Targa Libero Ferrario
Trofeo Viguzzolo
- 2015 (Viris Maserati-Sisal Matchpoint)

Milano-Tortona
Trofeo Città di Castelfidardo
Pistoia-Fiorano
Circuito Guazzorese
Circuito Castelnovese
- 2017 (Androni-Sidermec-Bottecchia, una vittoria)

1ª tappa Tour of China I (Fengning > Weichang)
- 2018 (Wilier Triestina-Selle Italia, tre vittorie)

7ª tappa La Tropicale Amissa Bongo (Bikélé > Libreville)
5ª tappa Tour de Taiwan (Pingtung County Hall > Dapeng Bay National Scenic Area)
6ª tappa Tour de Langkawi (Tapah > Tanjung Malim)
- 2020 (Androni Giocattoli-Sidermec, una vittoria)

1ª tappa Vuelta al Táchira (San Cristóbal > San Cristóbal)

## Piazzamenti

### Classiche monumento
- Milano-Sanremo

2019: 127º